# Albert Flórián Stadion
El Albert Flórián Stadion fue un estadio de fútbol de Budapest, Hungría, propiedad del Ferencváros TC. El estadio fue inaugurado el 19 de mayo de 1974 y tenía capacidad para 18 100 espectadores sentados. Anteriormente fue conocido como Üllői úti stadion, pero en 2007 fue renombrado en honor al Balón de Oro húngaro Flórián Albert. El estadio fue demolido en 2013 y en su lugar se erige el nuevo Groupama Arena.

## Historia

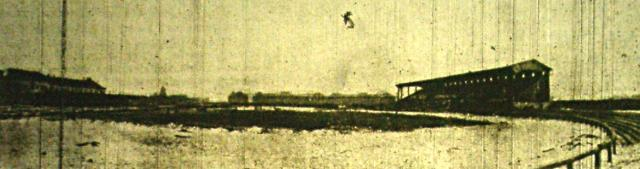
El antiguo estadio Üllői.

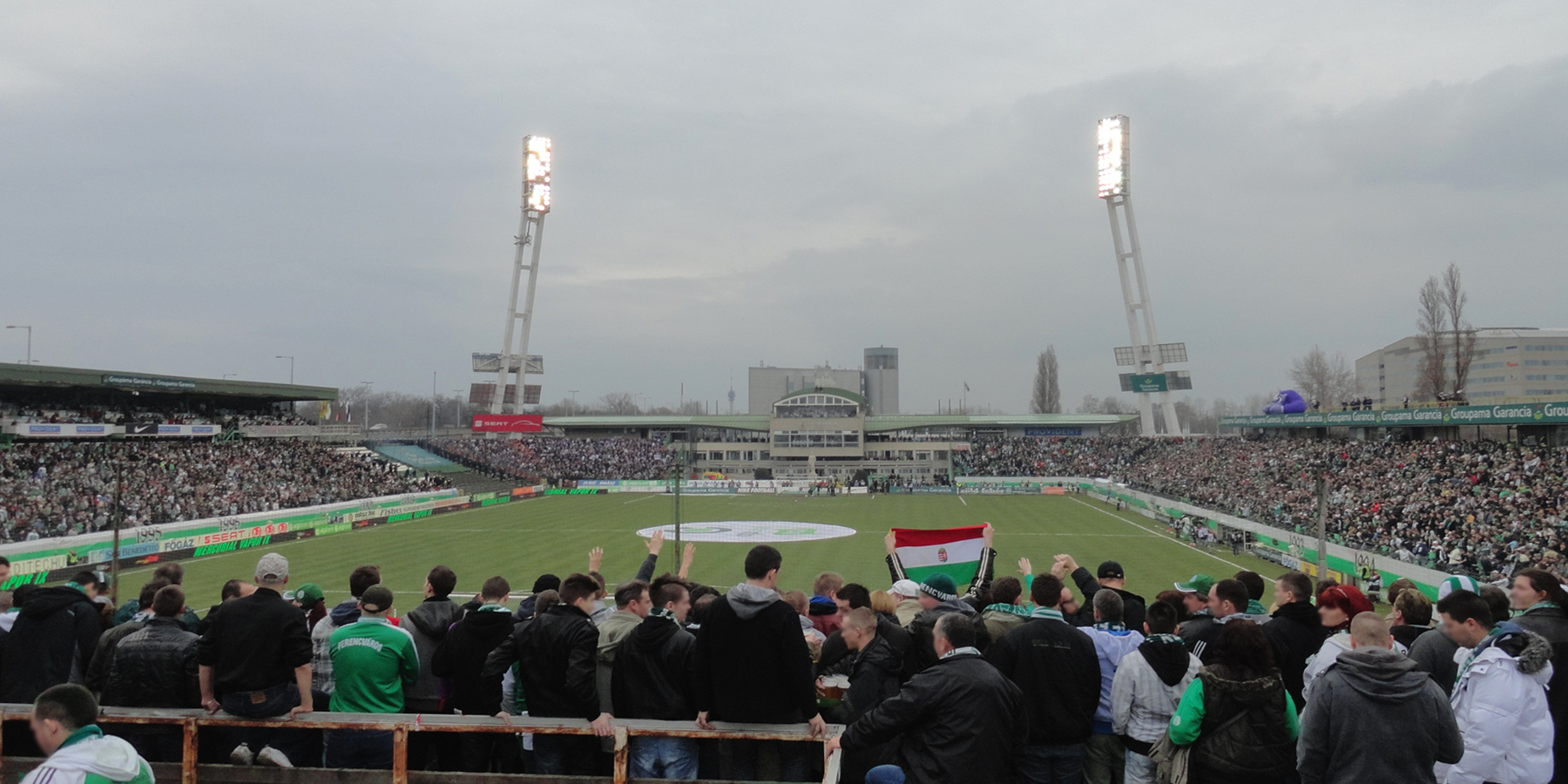
El estadio antes de un Ferencvárosi TC - Újpest FC en 2013.

El Ferencváros inició la construcción de su estadio en otoño de 1910, y el 12 de febrero de 1911 fue abierto al público el estadio conocido como Üllői úti stadion, nombre que recibió por estar erigido en la calle Üllői. El partido inaugural se jugó contra el MTK Budapest, uno de los mayores rivales del Ferencváros. El partido finalizó 2-1 favorable al equipo local y se dieron cita al partido 40.000 espectadores.
En 1971, en el lugar del viejo Üllői se comenzó a construir un nuevo estadio de fútbol. La inauguración del nuevo estadio del club tuvo lugar el 19 de mayo de 1974, temporada en la que el Ferencváros celebraba su 75.º aniversario. El nuevo estadio Üllői tenía una capacidad de 29.505 personas (10.771 sentados y 18.734 de pie). El primer partido de liga del nuevo estadio fue el 19 de mayo de 1974 y enfrentó al Ferencváros y al Vasas Budapest, con resultado de 0-1. La primera victoria del nuevo estadio para el Ferencváros llegó el 1 de junio de ese mismo año ante el MTK Budapest por 2-1. László Branikovits fue el primer jugador del Ferencváros en anotar el primer gol de su equipo en el nuevo estadio en este último partido. El 10 de agosto se disputó el primer partido internacional entre el Ferencváros y el Telstar holandés, que finalizó con 5-0 a favor de los húngaros.
En los años 1990, el club se vio obligado a reducir la capacidad del estadio a 18.100 espectadores en favor de instalar asientos en todas las gradas. El 21 de diciembre de 2007 el estadio fue renombrado Albert Flórián Stadion en honor al Balón de Oro húngaro Flórián Albert.

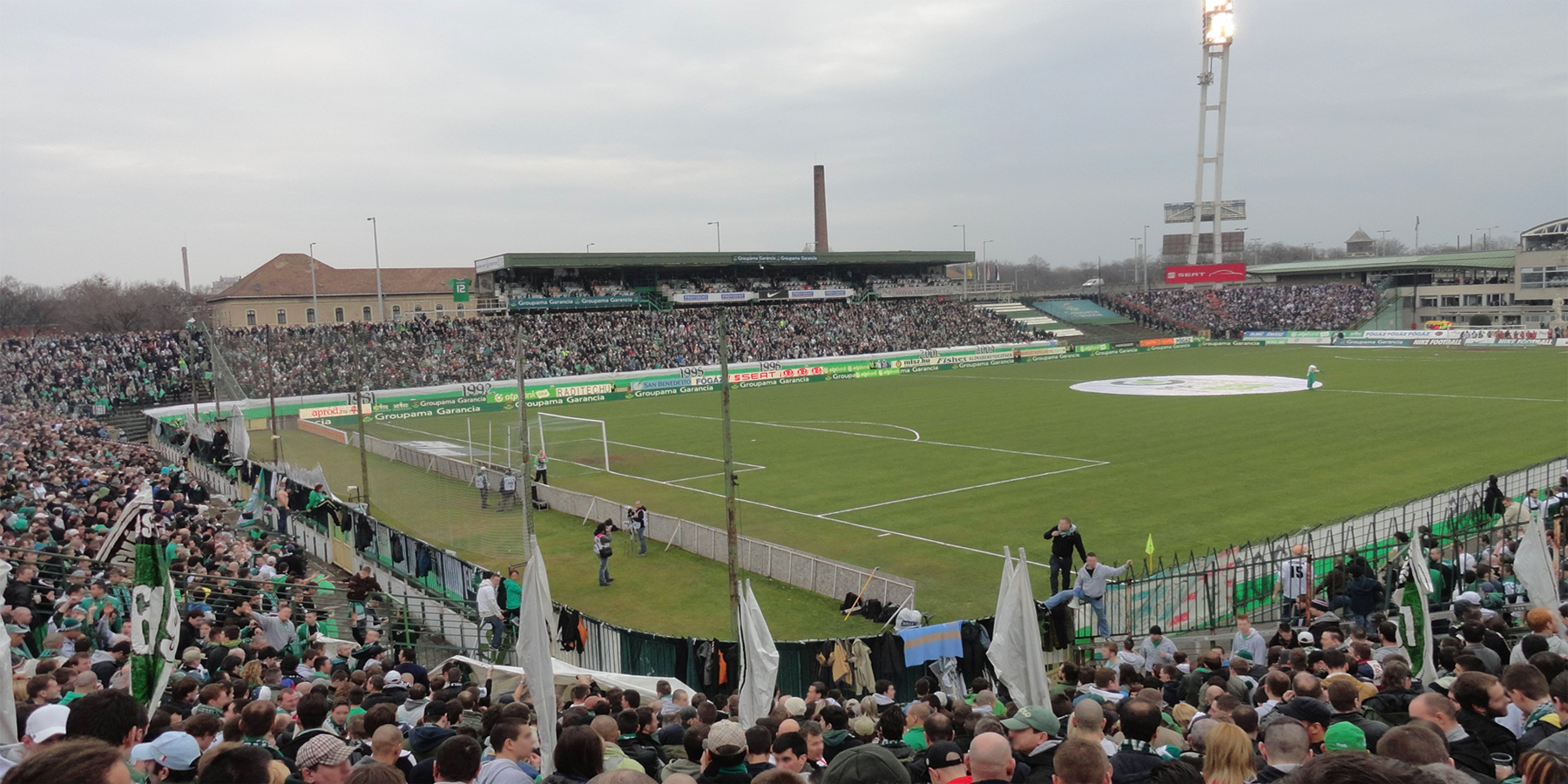
El estadio en los prolegómenos de un derbi contra el Újpest FC en 2013, el último disputado en el viejo estadio antes de su reconstrucción.

El 24 de marzo de 2013, el Ferencváros jugó su último partido en el Albert Flórián Stadion partido contra el CFR Cluj, que terminó con un empate sin goles. La alineación inicial incluía jugadores históricos del club tales como Attila Dragóner, Péter Lipcsei, Zoltán Balog, Dénes Rósa y Krisztián Lisztes. Tres días después comenzaron las obras de demolición y la construcción del nuevo estadio, el Groupama Arena, cuya finalización se completó en poco más de un año. El 10 de agosto de 2014 fue inaugurado con un partido amistoso contra el Chelsea.